# Neta Garty

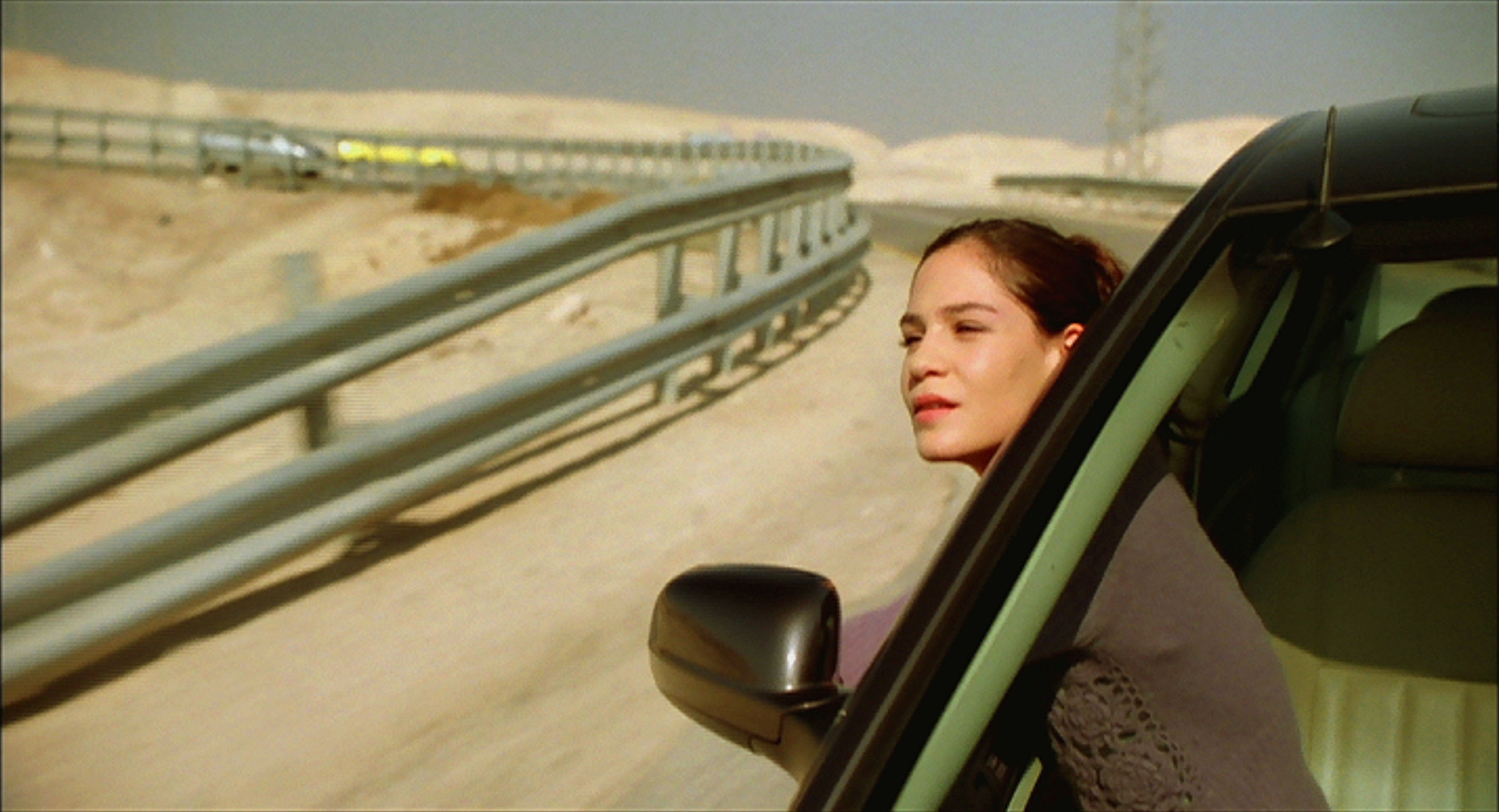
Neta Garty in einer Szene aus Liebesleben (2007)

Neta Garty (hebräisch נטע גרטי; * 20. März 1980 in Tel Aviv) ist eine israelische Schauspielerin.

## Leben und Karriere
Neta Garty wurde 1980 in Tel Aviv geboren. Ihr Filmdebüt gab die 20-Jährige im Jahr 2000 in der israelischen Fernsehserie Ha-Chevre Ha-Tovim. Außerdem war sie 2007 in der Serie Ha-Borer zu sehen. Im deutschsprachigen Raum wurde sie durch die weibliche Hauptrolle der Jara in dem 2007 von Regisseurin Maria Schrader inszenierten preisgekrönten deutsch-israelischen Filmdrama Liebesleben bekannt.
Neta Garty ist seit Mai 2007 mit dem sechs Jahre älteren israelischen Schauspieler und Autor Peter Roth verheiratet. Seit 2015 spielt sie in der Serie Fauda die Hauptrolle.

## Filmografie
- 2000–2002: Ha-Chevre Ha-Tovim (Fernsehserie)
- 2004: Turn Left at the End of the World (Sof Ha'Olam Smola)
- 2005: Besiman Venus
- 2007: Rak Klavim Ratzim Hofshi
- 2007: Liebesleben
- 2007: The Debt
- 2007–2014: Ha-Borer (Fernsehserie)
- 2011: HaFantazia HaGdola shel Simiko HaKatan
- 2012: Shvita (Fernsehserie)
- 2014: Amamiyot (Fernsehserie)
- 2015–2022: Fauda (Fernsehserie)
- 2020: Bat HaShoter (Fernsehserie)
- 2022: It’s Not in My Head
- 2024: Come Closer

## Nominierungen
- Award of the Israeli Film Academy: 2004 Nominierung als Beste Darstellerin in Turn Left at the End of the World.
- Award of the Israeli Film Academy: 2007 Nominierung als Beste Nebendarstellerin in The Debt.
- Undine Award: 2008 Nominierung als Beste Nachwuchsschauspielerin in Liebesleben.